# Eileen Wearne
Alice Eileen Wearne (Sydney, 30 gennaio 1912 – Sydney, 6 luglio 2007) è stata una velocista australiana.

## Biografia
Fu la seconda donna, dopo Edith Robinson a vestire la maglia della nazionale australiana di atletica leggera in un'olimpiade, precisamente quella di Los Angeles 1932, dove prese parte alla gara dei 100 metri piani, che concluse con l'eliminazione durante la prima fase delle qualificazioni, piazzandosi al quarto posto nella sua batteria concludendo la gara in 12"5.
Dopo l'esperienza olimpica, al ritorno a Sydney, continuò a praticare l'atletica, andando a vincere diversi titoli nazionali australiani nel corso degli anni 1930.
Nel 1938 partecipò alla terza edizione dei Giochi dell'Impero Britannico, che si tenne proprio a Sydney: vinse la medaglia di bronzo nelle 220 iarde, mentre con Decima Norman e Jean Coleman conquistò la medaglia d'oro nella staffetta 110-220-110 iarde, correndo la prima frazione della gara.
Dopo il suo ritiro dalle competizioni nel 1940, continuò ad essere attiva nel movimento olimpico nello stato australiano del Nuovo Galles del Sud.

## Palmarès
| Anno | Manifestazione                | Sede        | Evento                      | Risultato     | Prestazione | Note |
| ---- | ----------------------------- | ----------- | --------------------------- | ------------- | ----------- | ---- |
| 1932 | Giochi olimpici               | Los Angeles | 100 metri piani             | elim. qualif. | 12"5        |      |
| 1938 | Giochi dell'Impero Britannico | Sydney      | 220 iarde                   | Bronzo        | 25"3 s/t    |      |
| 1938 | Giochi dell'Impero Britannico | Sydney      | Staffetta 110-220-110 iarde | Oro           | 49"1        |      |